# Asiatisk tumlare
Asiatisk tumlare (Neophocaena phocaenoides) lever i kustvattnen i Asien, speciellt i Indien, Kina, Malaysia och Japan. Den förekommer även i den kinesiska floden Yangtze. Arten föredrar grunt vatten men har vid sällsynta tillfällen observerats 135 respektive 240 km ute till havs. Dessa områden tillhör fortfarande kontinentalsockeln.

## Utseende
Den asiatiska tumlaren har nästan ingen ryggfena, utan istället en låg ås täckt med skinn. Som vuxen mäter den 1,20 till 2,05 meter (huvud och bål) och väger runt 25-40 kilogram. Bröstfenorna är cirka 28 cm långa och stjärtfenan är ungefär 55 cm bred. Vuxna individer har en ljusgrå ovansida med blåa nyanser och undersidan är vitaktig. Huden blir snabb mörk när ett exemplar dödas och flyttas från vattnet. Arten har per käkhalva 15 till 21 tänder och varje tand liknar en liten spade. Nyfödda kalvar är svarta med en grå fläck kring åsen på ryggen. 

## Ekologi
Den asiatiska tumlaren lever främst av fisk, blötdjur och kräftdjur. Asiatisk tumlare simmar långsam och den hoppar inte. Arten lever i norra delen av utbredningsområdet vanligen ensam. När två individer syns tillsammans så är de vanligen ett par under parningstiden eller en hona med sin kalv. I sydliga trakter kan asiatisk tumlare bilda flockar med 50 medlemmar. Enligt ett fåtal studier ligger två år mellan två födslar. Den nyfödda ungen är i genomsnitt 78 cm lång och väger ungefär 7 kg. Hannar blir efter 4 till 6 år könsmogna och honor efter 6 till 9 år. En 23 år gammal hona hade vid undersökningen aktiva spenar. Andra exemplar blev 30 år gamla.

## Status och hot
Kunskapen om artens hotstatus är inte fullt utredd men den globala populationen minskar och den kategoriseras som sårbar (VU) av IUCN.